# Eyvind Kang
Eyvind Kang Corvallis, 23 de junio de 1971) es un violinista estadounidense.

## Biografía
Nació en Corvallis, Oregón, pero ha vivido en diferentes ciudades, principalmente en Canadá, durante su niñez. Comenzó a estudiar violín con clases del método “Suzuki” en Regina, Saskatchewan, a la edad de seis años y aprendió la tuba en la banda escolar en Winnipeg, Manitoba. Él estudió música en Seattles Cornish College for the Arts entre 1992 y 1994, además de estudiar violín con Michael White. 
Mientras permanecía en Cornish College, Kang viajó a Nueva York donde él fue presentado a John Zorn y pudo tocar con él para luego irse de gira para presentar "Cobra" de John Zorn. Gracias a esta conexión, Eyvind conoció muchos artistas con los cuales él sigue trabajando, como Trey Spruance o Bill Frissel. 
En 1994, Kang recibió una concesión de la Jack Straw Fundation y la usó para grabar su primer disco de composiciones llamadas "NADEs". Este álbum, 7 NADEs, fue lanzado en el sello discográfico de John Zorn, Tzadik en 1996, seguido dos años después por Theater of Mineral Nades. En el año 2000, grabó The Story Of Iceland, nuevamente en Tzadik, el cual estuvo inspirado en el tiempo que pasó de pequeño en Islandia.
Kang ha viajado a los lugares más alejados del planeta: lugares como India, Italia, Islandia y Australia componiendo y tocando su propio material, agregando además, innumerables proyectos. Él ha tocado violín con John Zorn, el cuarteto de Bill Frisell, Sun City Girls y Wayne Horvitz. Kang también ha grabado y tocado con la banda de Trey Spruance, Secret Chiefs 3 y participó en el álbum de Mr. Bungle California.